# Corps Saxonia Kiel
Le Corps Saxonia Kiel est une association étudiante obligatoire et portant couleur (de) du Kösener Senioren-Convents-Verband (KSCV). Le corps réunit des étudiants et des anciens de l'Université Christian-Albrecht de Kiel. Les membres du corps s'appellent les Saxons de Kiel.

## Histoire
Le corps est fondé le 25 juin 1838 à Kiel. Il porte les couleurs vert, blanc et rouge bordeaux. La devise est "Virtuti semper corona ! (à peu près "[la] virilité [mérite] toujours la couronne"). Comme pour Holsatia, le deuxième ancien corps de Kiel, la période précédant la Première Guerre mondiale est marquée par de longues phases de suspension pour Saxonia. La première suspension dure du semestre d'été 1841 au 9 décembre 1842. Un grand tournant a lieu en mars 1848, lorsque Saxonia participe au soulèvement du Schleswig-Holstein et que la vie du corps s'éteint complètement. Saxonia se réunit à nouveau en tant que corps le 24 février 1858 (comme Holsatia trois ans plus tôt), mais seulement pour un peu plus d'un an. Le 21 mai 1859, elle est à nouveau suspendue et reconstituée le 11 décembre 1864. La troisième phase de suspension a lieu le 19 juillet 1870 à la suite de la guerre franco-prussienne. Cette fois-ci, la reprise des activités n'a lieu que vingt ans plus tard, au semestre d'hiver 1890/91. À l'exception du semestre d'été 1894 et du semestre d'hiver suivant 1894/95, elle existe ensuite sans interruption jusqu'à la Première Guerre mondiale. L'essor de la Saxonia, tout comme celui de la Holsatia, renouvelée en 1905 après une longue interruption, est également lié à l'augmentation du nombre d'étudiants à l'université de Kiel après 1895.
Dès la fin des années 1890, Saxonia peut s'approprier une maison grâce à la générosité d'un ancien. En 1931, elle acquiert la villa Krupp située au 71 Kiellinie (de) 71, à côté du club nautique de Kiel (de) de la famille Krupp. Le bâtiment, le pavillon de jardin et le mur d'enceinte côté eau sont classés monument culturel depuis le 4 mai 2018 en tant que construction présentant une valeur historique et urbanistique. Le bâtiment est probablement construit vers 1910, transformé en 1914 sous Hans Beissel pour Gustav Krupp von Bohlen und Halbach ; bâtiment en crépi à deux étages à pignon sous un toit à deux pans aménagé, façade avec un risalit latéral, un altan et un oriel polygonal plus récent ; mur d'enceinte et abri de jardin côté eau.
En janvier 1950, Saxonia fait partie des 22 corps qui se sont réunis dans la communauté d'intérêts et préparent la refondation de la KSCV. Comme en 1912, il fournit le président du Congrès de Kösen en 1953. Walter Ballas (de) est le premier président du comité directeur du VAC après la guerre.

## Rapport avec le autres corps

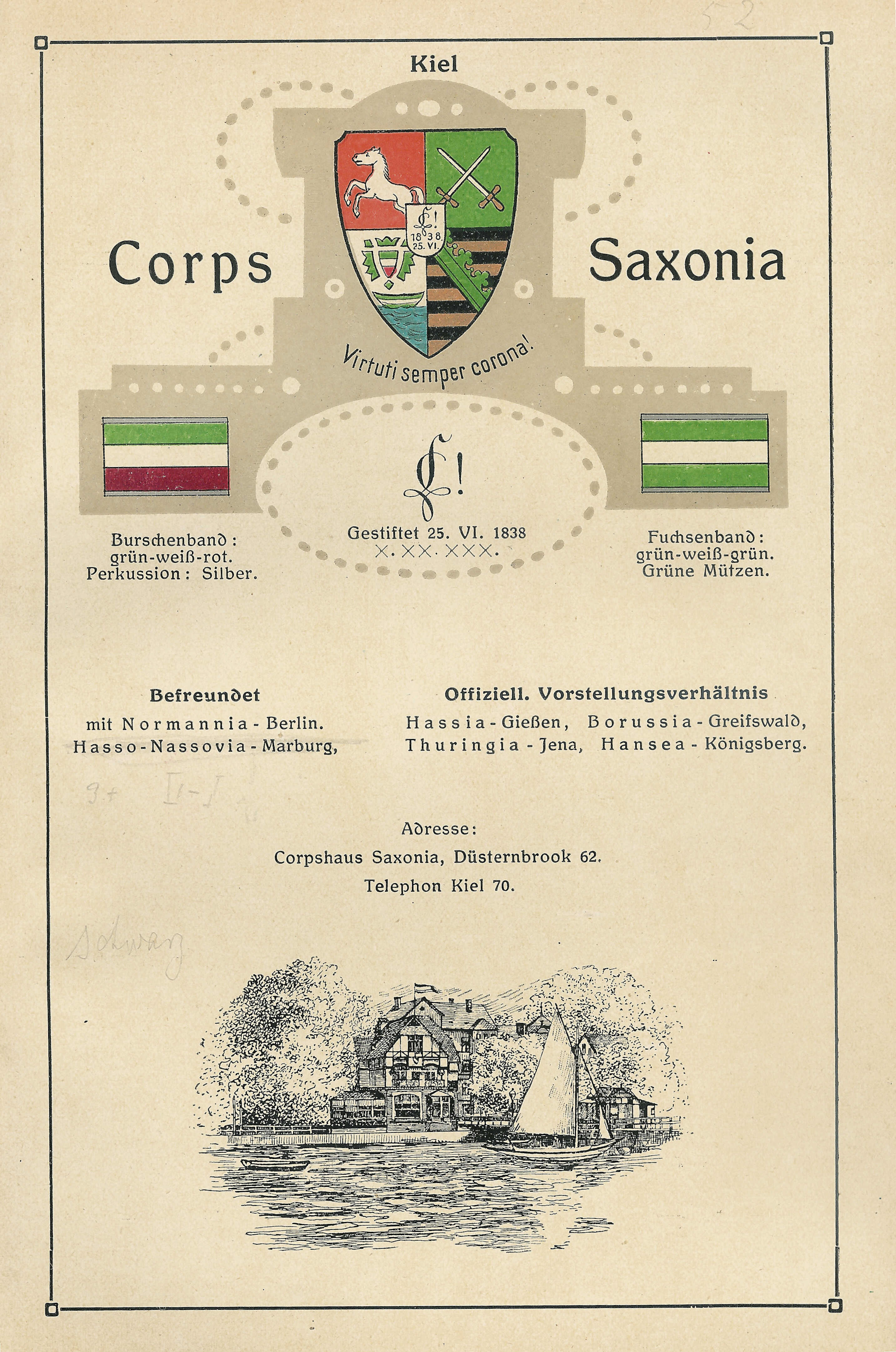
Maison du Corps et Corps proportionnel (1912)

Depuis les années 1890, Saxonia conclut plusieurs contrats de relations avec d'autres corps de Kösen et fait partie du cercle noir (de).
Cartel
Normannia Berlin (depuis 1923, amis depuis 1899)
Suevia-Straßburg zu Marburg (depuis 1971, amis depuis 1951)
Relations amicales
Borussia Greifswald (de) (1919)
Hassia-Gießen zu Mainz (1920)
Thuringia Jena (1920)
Suevia München (de) (1927)
Rhenania Bonn (de) (1953)
Saxonia Konstanz (1956)
Bavaria Würzburg (de) (1965)
Thuringia Leipzig (de) (introduction 1920)

## Membres notables
Par ordre alphabétique du nom de famille
- Karl Asmus Bachmann (de) (1842-1916), juge, député de la chambre des représentants de Prusse
- Jörn-Ulrich Bachmann (de) (1925-1989), directeur de l'arrondissement de Soltau
- Walter Ballas (de) (1887-1969), membre honoraire, défenseur de Krupp à Nuremberg, président de l'Association des étudiants de l'ancien corps
- Uwe Bleyl (de) (1936–2016), pathologiste
- Arnold Eucken (1884–1950), physicien
- Walter Eucken (1891–1950), économiste national
- Herbert Gardemin (de) (1904-1968), orthopédiste
- Carl Joseph Gauß (de) (1875–1957), gynécologue
- Arthur Germershausen (de) (1849-1913), administrateur de l'arrondissement d'Insterbourg, de l'arrondissement d'Adelnau et de l'arrondissement de Krotoschin, juge au Tribunal administratif supérieur de Prusse
- Horst Hunger (de) (1902-1986), fonctionnaire du ministère, officier et juge fédéral
- Carl Jessen (de) (1821–1889), botaniste
- Peter Willers Jessen (de) (1793–1875), psychiatre à Schleswig et Kiel
- Wolfgang Klien (de) (1907-2006), avocat administratif, menuisier, peintre et historien de l'art
- Erich Krahmer-Möllenberg (de) (1882-1942), avocat administratif
- Hans Lübbert (de) (1870-1951), professeur d'université pour la gestion des pêches
- Walter Mentzel (de) (1899-1978), conseiller d'État, député du Landtag de Schleswig-Holstein et administrateur de l'arrondissement d'Eckernförde (de)
- Eduard Müller (de) (1876-1928), médecin et professeur d'université (médecine interne, neurologie, maladies infectieuses)
- Carl Christian Otto (de) (1817–1873), ingénieur mnémotechnique et journaliste
- Werner Ranz (de) (1893–1970), avocat et notaire, président du VAC
- William Nikolaus Reed (1825–1864), officier de l'armée du Schleswig-Holstein, commandant de régiment pendant la guerre de Sécession
- Ludwig von Reventlow (de) (1824-1893), administrateur de l'arrondissement d'Husum (de)
- Rudolf Schleiden (de) (1815–1895), ministre résident, député du Reichstag
- Heinrich Friedrich Schütt (de) (1835-1918), juge à la Cour impériale
- Otto Schulze (de) (mort en 1934), administrateur de l'arrondissement de Bütow
- Wulf Tagg (de) (1839-1914), juge à la Cour suprême
- Christoph von Tiedemann (1836–1907), député du Reichstag, président du district de Bromberg et administrateur de l'arrondissement de Mettmann
- Georg-Christoph von Unruh (1913-2009), juriste
- Hugo von Waldeyer-Hartz (1876-1942), écrivain naval
- Karl Johannes Wieding (de) (1825–1887), juriste, recteur de la CAU
- Karl Woermann (1844-1933), historien de l'art
- Herbert Ziemer (1888-1975), administrateur de l'arrondissement de Johannisburg et de l'arrondissement de Schleswig (de)